# Eclectochromis
Eclectochromis is een geslacht van straalvinnige vissen uit de familie van de cichliden (Cichlidae).

## Soorten
- Eclectochromis lobochilus (Trewavas, 1935)
- Eclectochromis ornatus (Regan, 1922)